# Пјобико (Пезаро и Урбино)
Пјобико (итал. Piobbico) је насеље у Италији у округу Пезаро и Урбино, региону Марке.
Према процени из 2011. у насељу је живело 1727 становника. Насеље се налази на надморској висини од 338 м.

## Становништво
| 1931. | 1936. | 1951. | 1961. | 1971. | 1981. | 1991. | 2001. | 2011. |
| ----- | ----- | ----- | ----- | ----- | ----- | ----- | ----- | ----- |
| 2.131 | 2.201 | 2.168 | 2.047 | 1.996 | 2.036 | 2.016 | 2.046 | 2.109 |